# Caryota mitis
Espèce
Classification phylogénétique
Le Palmier à Queue de Poisson de Birmanie, Caryota mitis, est une espèce de plantes de la famille des Arecaceae (palmiers), du genre Caryota, originaire d'Asie du Sud-Est.
Ce palmier est fréquemment cultivé comme plante ornementale et comme plante d'intérieur en pot.

## Noms vernaculaires
Palmier à sucre, Palmier queue de poisson, Palmier céleri.

## Étymologie
Le nom botanique provient du grec « karion » qui signifie noix. La graine du caryota est en effet assez grosse(!).

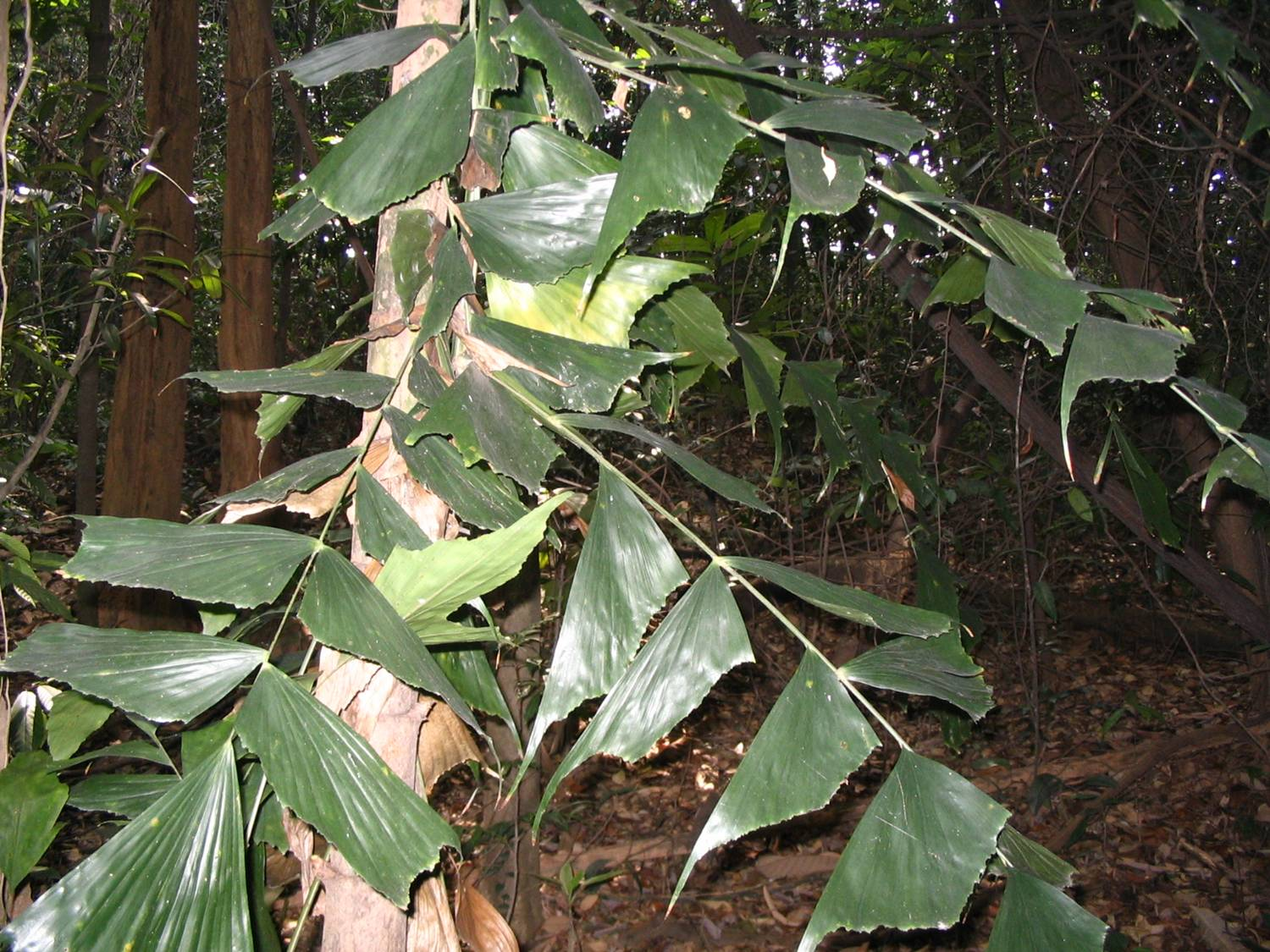
Feuilles de Caryota mitis

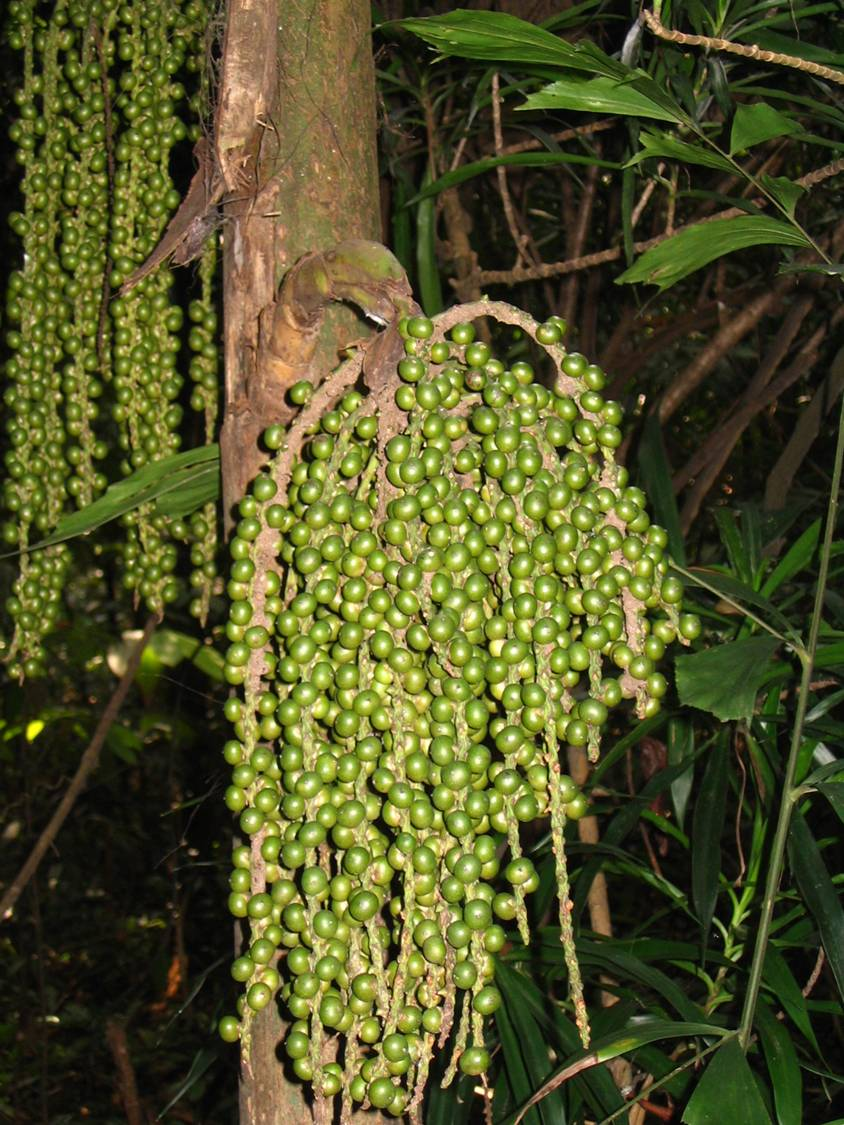
Fruits de Caryota mitis

## Description
Ce palmier monoïque sans tête a une croissance lente mais peut mesurer de 4 à 12 mètres de haut.
Il peut avoir plusieurs stipes sveltes, en touffes, ne dépassant pas 20 cm de diamètre. C'est une espèce cespiteuse. Chaque tronc meurt au bout d'un certain temps, quand la floraison est terminée,  et de nouvelles tiges apparaissent.
Le Caryota peut donner à maturité de grosses grappes de  petites fleurs jaunes, verdâtres ou pourprées, enveloppées de deux spathes fibreuses. Elles sont suivies de baies rondes et rougeâtres ou pourprées. Les fruits mûrs globuleux et d'environ 2 cm de diamètre, verts très longtemps puis brièvement brun-rouge et enfin noirs, sont irritants.

## Distribution
Iles Adaman et Nicobar, Myanmar, Malaisie, Java, Sumatra, Sulawesi.

## Utilisations
C'est une plante ornementale qu'on trouve souvent dans les appartements ou elle tient très bien même en situation peu lumineuse si la température hivernale n'est pas trop élevée et l'air trop sec. Il faut alors faire un apport d'engrais mensuel, nettoyer les feuilles avec un chiffon humide et supprimer les extrémités jaunies des folioles.
Les fibres molles de la base des feuilles forment un cataplasme utilisé au Cambodge pour cautériser certains types de blessures.
La moelle des tiges permet de fabriquer du sagou, source de glucides. Avec les fruits on peut faire un vin de palme. Par évaporation du sucre (sucre de palme) et distillation on peut fabriquer une liqueur (arrack (boisson)).

## Galerie

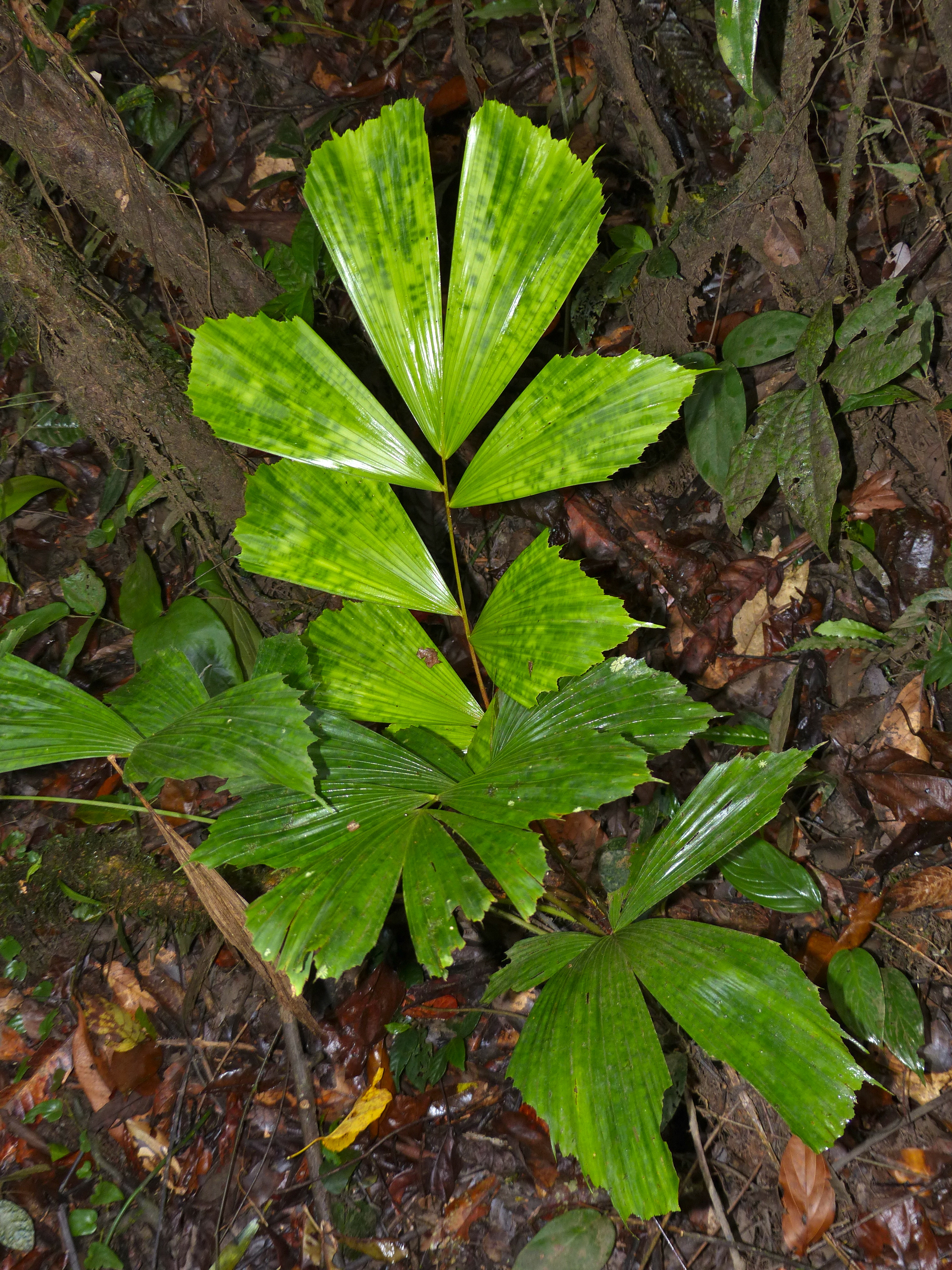
jeune plant
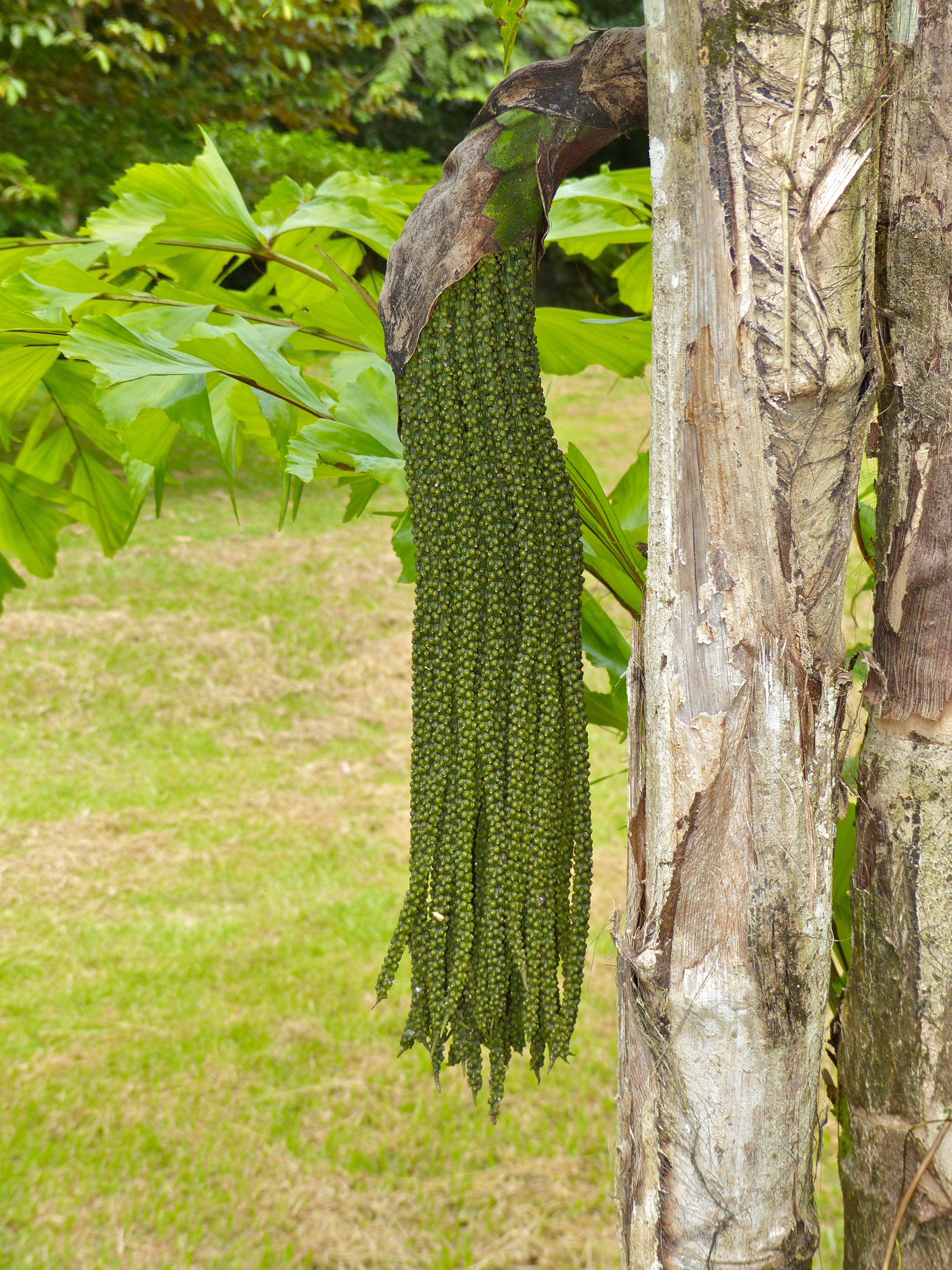
fruits
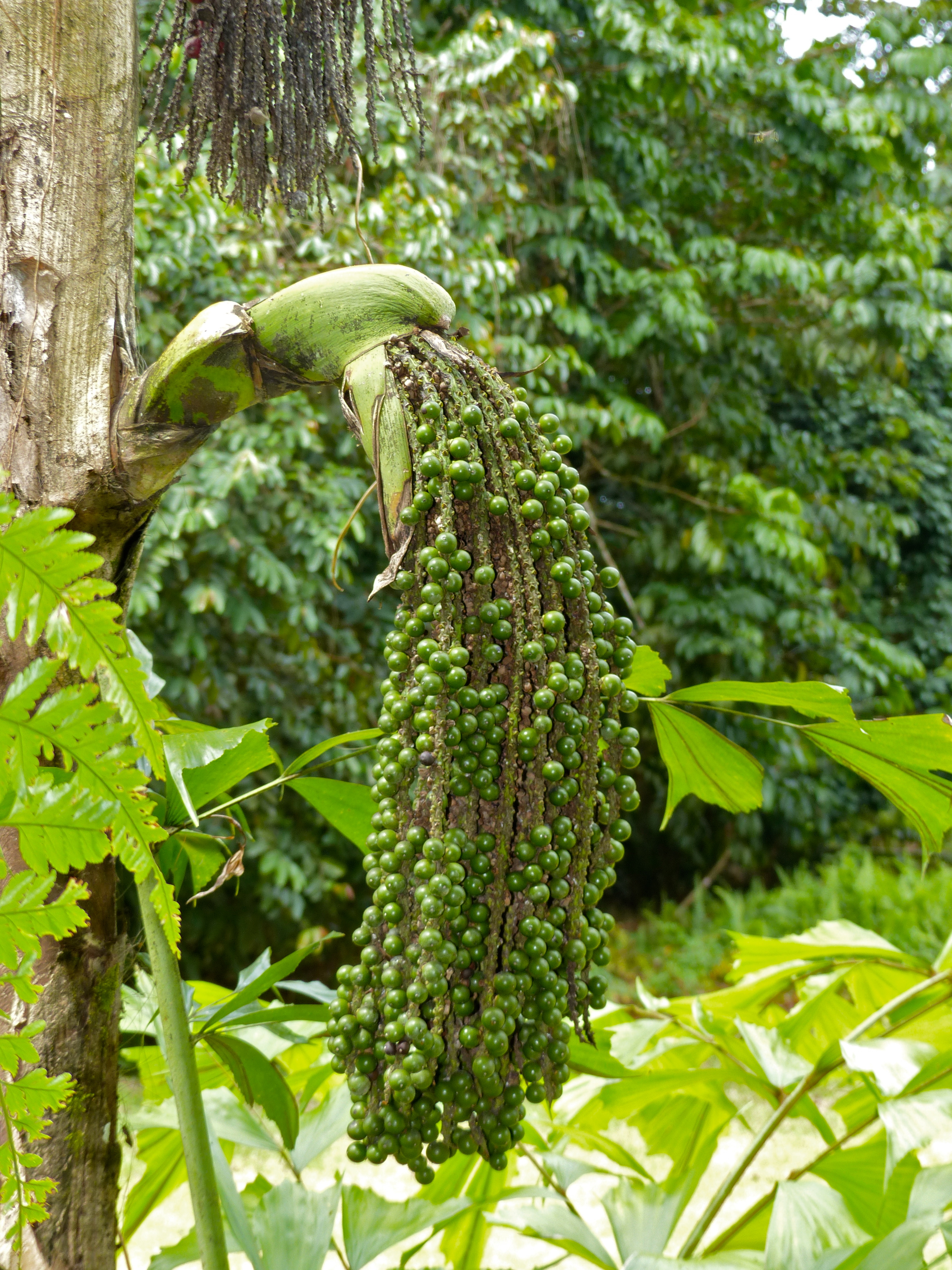
fruits
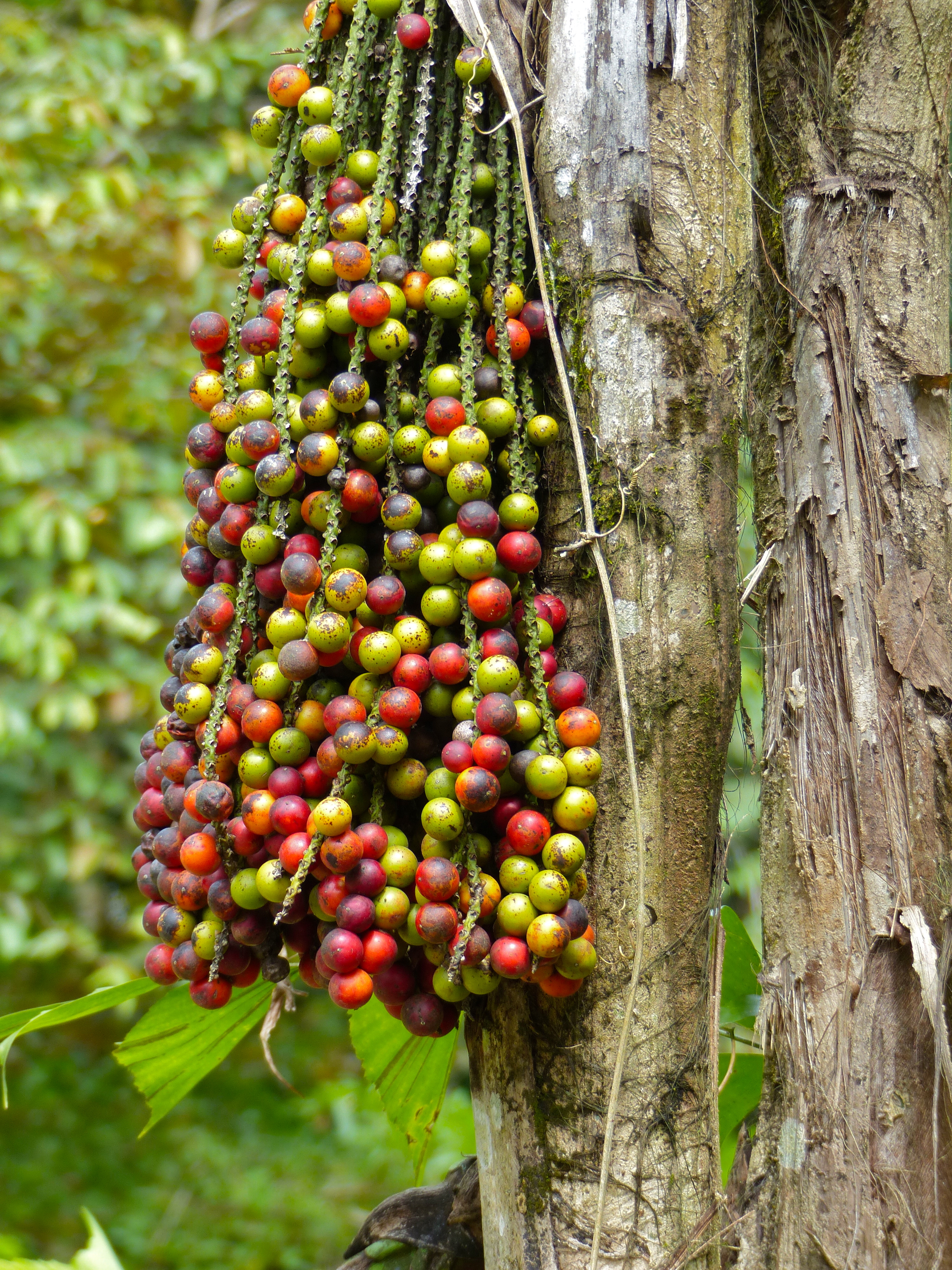
fruits mûrs
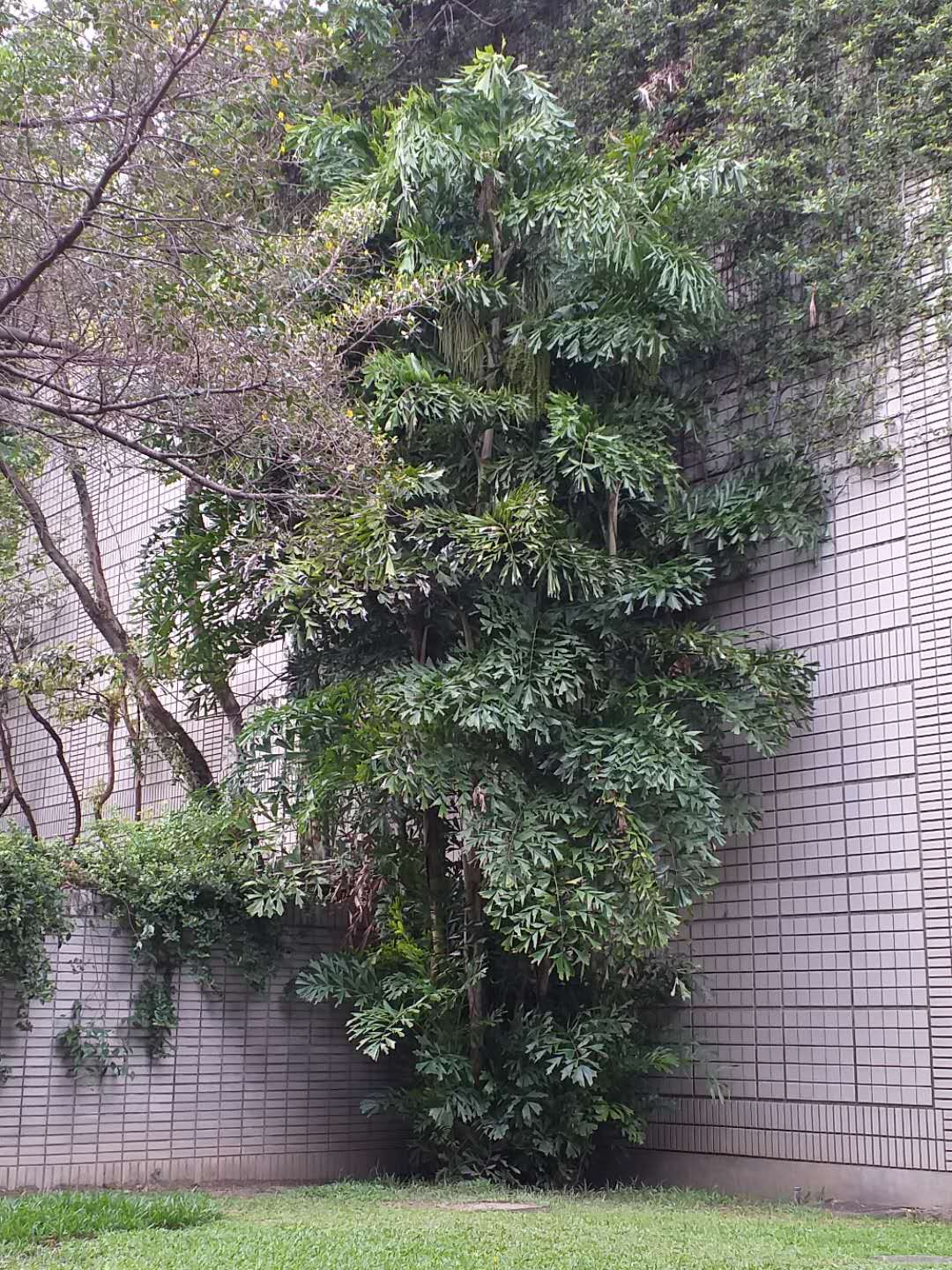
Plant
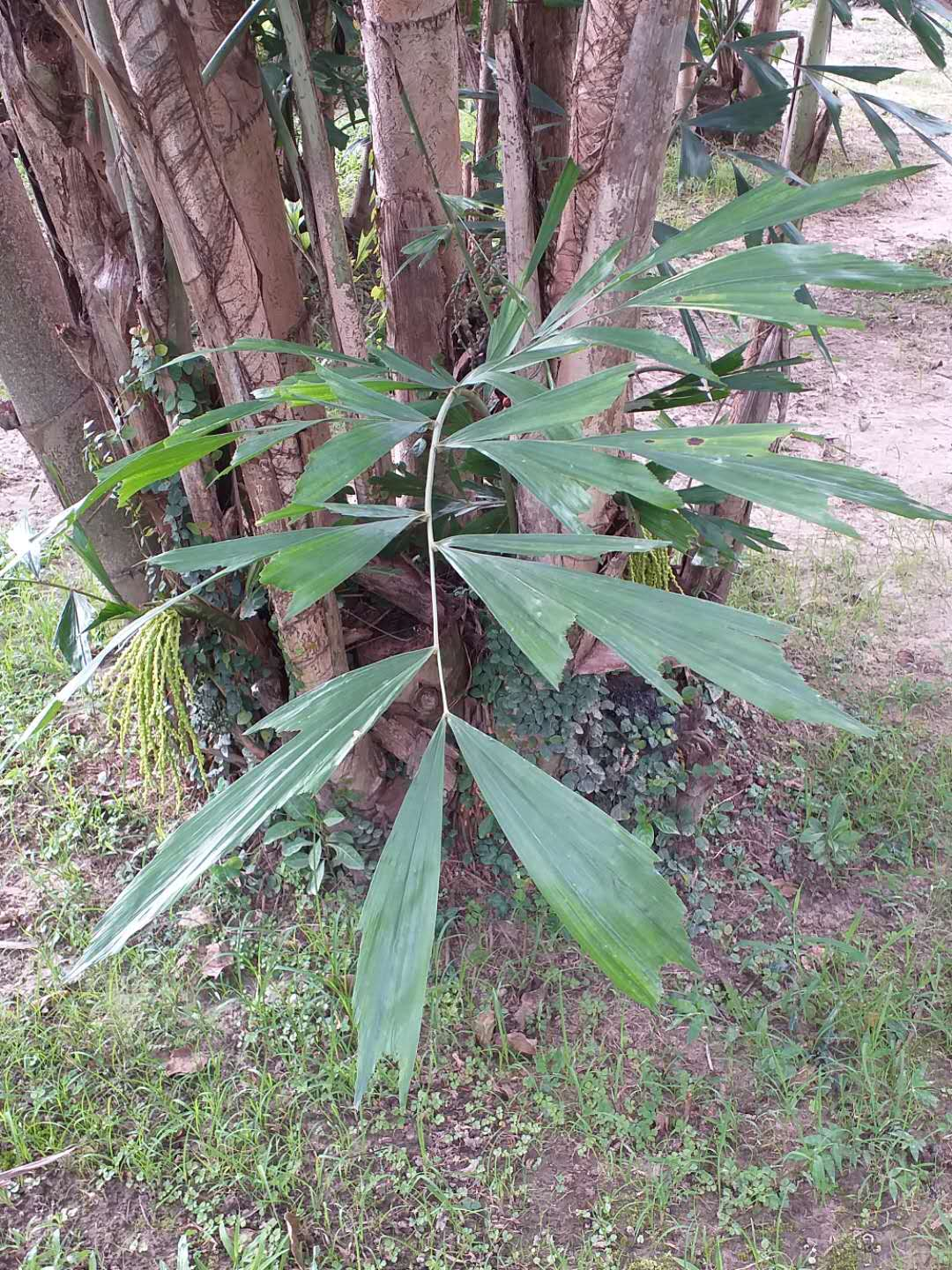
Caractéristique du regroupement des troncs
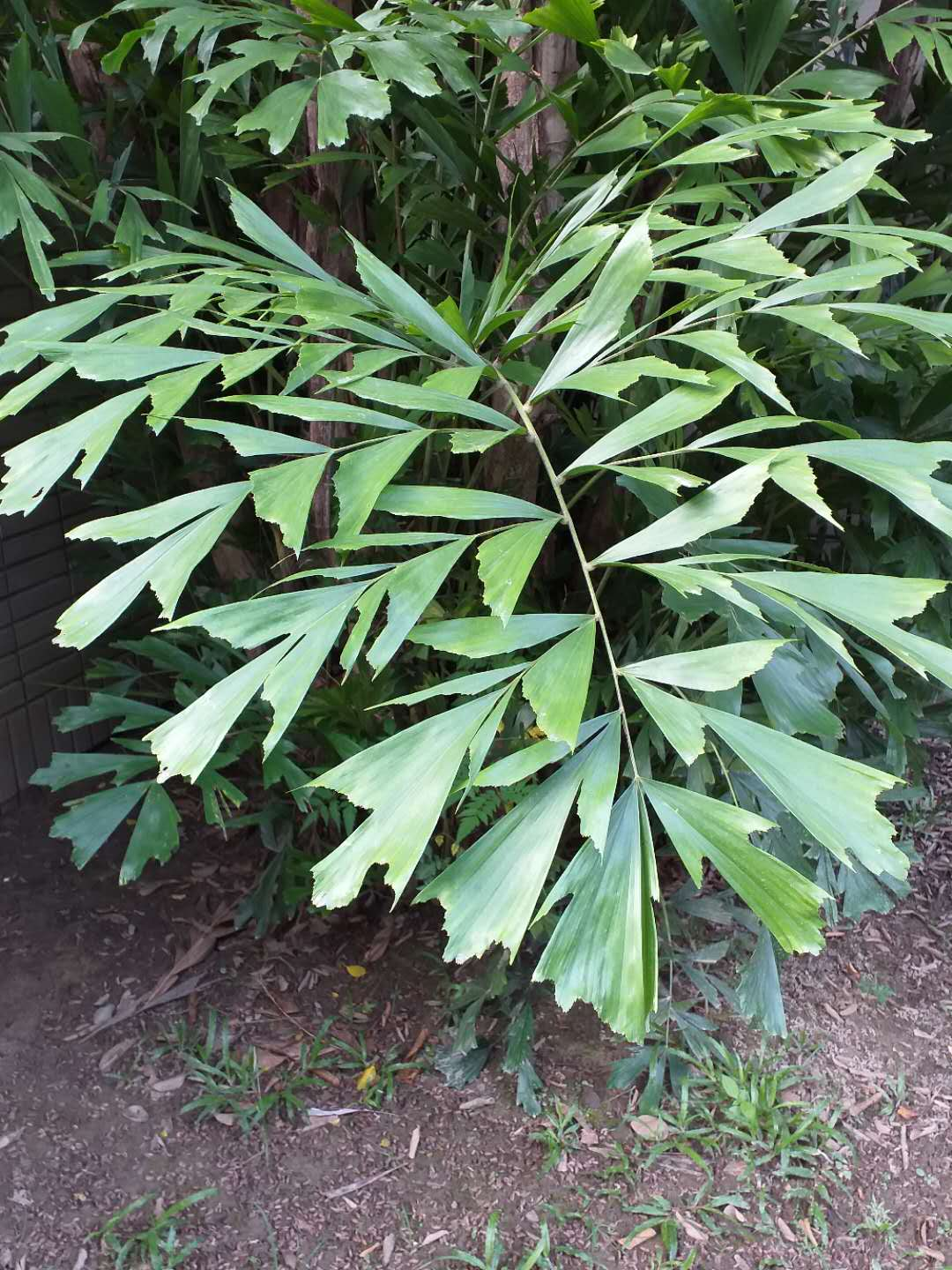
Phyllotaxie
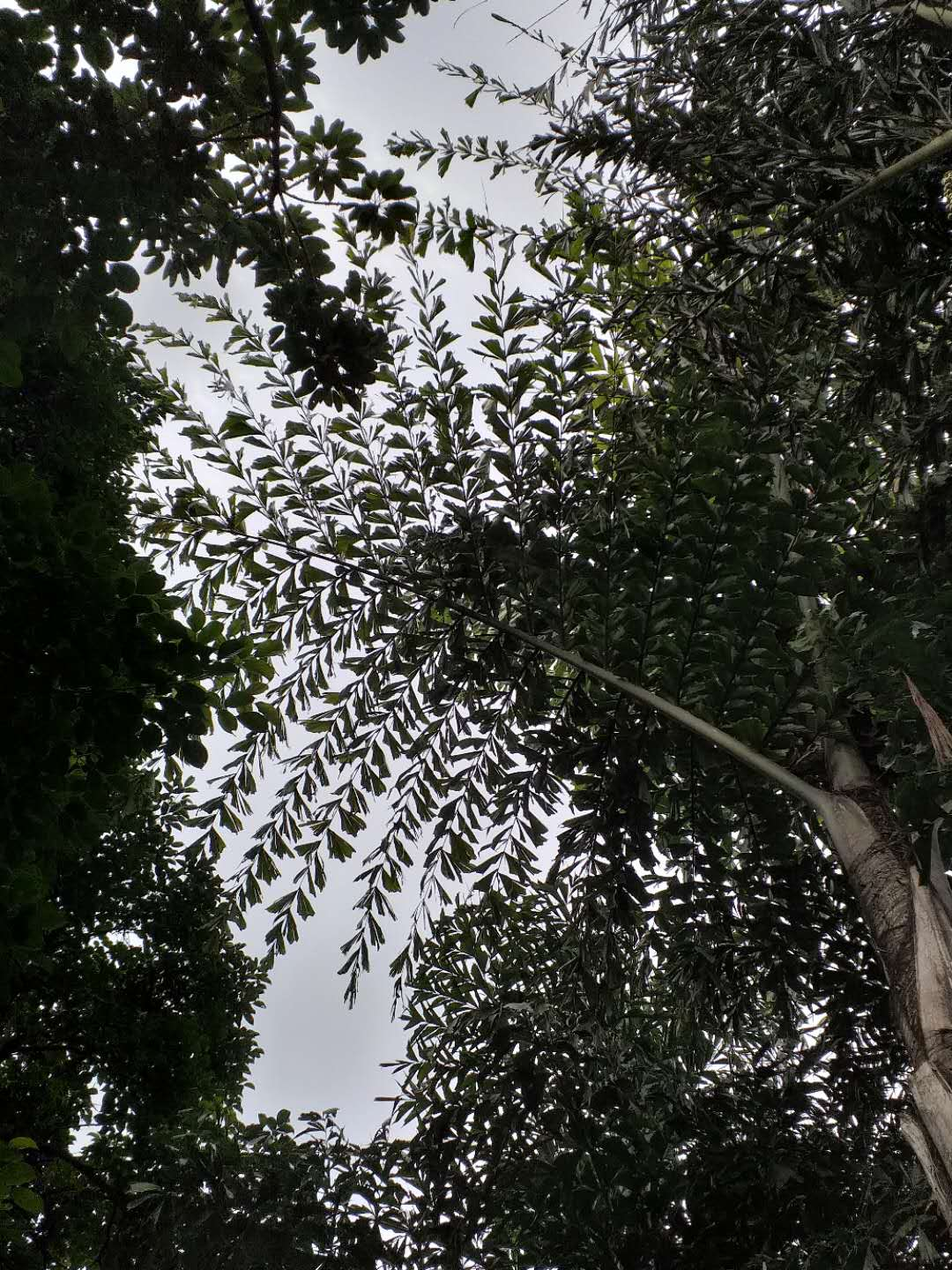
Phyllotaxie